# Victor Van Cauteren
Victor Théophile Van Cauteren, né le 19 janvier 1877 à Zele et y décédé le 17 novembre 1935 fut un homme politique belge libéral.
Il fut médecin, élu conseiller communal de Zele et brièvement sénateur provincial de province de Flandre-Orientale en suppléance du comte André de Kerchove de Denterghem, démissionnaire en 1932.

## Sources
- Liberaal Archief